# Caiac canoe la Jocurile Olimpice de vară din 2024 - K-1 feminin
Proba feminină de caiac K-1 de la Jocurile Olimpice de vară din 2024 a avut loc în perioada 27-28 iulie 2024 pe Stadionul Nautic Olimpic Național din Île-de-France, aflat la aproximativ 30 de kilometri de Paris.

## Program
Orele sunt ora Franței (UTC+1) 
| Data                    | Timp  | Etapă             |
| ----------------------- | ----- | ----------------- |
| Sâmbătă, 27 iulie 2024  | 15:00 | Calificări        |
| Duminică, 28 iulie 2024 | 15:30 | Semifinale Finala |

## Rezultate
| Loc | Nr. concurs | Canotoare         | Țară                       | Serii preliminare | Serii preliminare | Serii preliminare | Serii preliminare | Serii preliminare | Serii preliminare | Semifinale                     | Semifinale                     | Semifinale                     | Finala                         | Finala                         | Finala                         |
| Loc | Nr. concurs | Canotoare         | Țară                       | 1a cursă          | Pen.              | A 2-a cursă       | Pen.              | Cel mai bun       | Ordine            | Timp                           | Pen.                           | Ordine                         | Timp                           | Pen.                           | Ordine                         |
| --- | ----------- | ----------------- | -------------------------- | ----------------- | ----------------- | ----------------- | ----------------- | ----------------- | ----------------- | ------------------------------ | ------------------------------ | ------------------------------ | ------------------------------ | ------------------------------ | ------------------------------ |
| 1   | 1           | Jessica Fox       | Australia                  | 95,20             | 0                 | 92,18             | 0                 | 92,18             | 1                 | 102,38                         | 2                              | 8                              | 96,08                          | 0                              | 1                              |
| 2   | 4           | Klaudia Zwolińska | Polonia                    | 96,33             | 4                 | 93,03             | 0                 | 93,03             | 2                 | 99,84                          | 0                              | 2                              | 97,53                          | 0                              | 2                              |
| 3   | 9           | Kimberley Woods   | Marea Britanie             | 97,31             | 0                 | 95,95             | 4                 | 95,95             | 12                | 99,87                          | 0                              | 3                              | 98,94                          | 0                              | 3                              |
| 4   | 13          | Ana Sátila        | Brazilia                   | 98,83             | 0                 | 96,88             | 0                 | 96,88             | 14                | 102,23                         | 0                              | 5                              | 100,69                         | 0                              | 4                              |
| 5   | 5           | Stefanie Horn     | Italia                     | 99,64             | 2                 | 95,43             | 2                 | 95,43             | 7                 | 101,04                         | 0                              | 4                              | 101,43                         | 0                              | 5                              |
| 6   | 3           | Camille Prigent   | Franța                     | 94,67             | 2                 | 93,25             | 0                 | 93,25             | 3                 | 104,36                         | 0                              | 7                              | 101,67                         | 2                              | 6                              |
| 7   | 6           | Eva Terčelj       | Slovenia                   | 99,08             | 4                 | 95,93             | 2                 | 95,93             | 11                | 103,11                         | 2                              | 10                             | 101,73                         | 0                              | 7                              |
| 8   | 14          | Luuka Jones       | Noua Zeelandă              | 102,90            | 6                 | 97,13             | 4                 | 97,13             | 15                | 104,91                         | 0                              | 9                              | 102,33                         | 2                              | 8                              |
| 9   | 10          | Eliška Mintálová  | Slovacia                   | 95,67             | 2                 | 99,76             | 4                 | 95,67             | 9                 | 103,07                         | 0                              | 6                              | 102,98                         | 2                              | 9                              |
| 10  | 8           | Corinna Kuhnle    | Austria                    | 98,24             | 0                 | 95,67             | 0                 | 95,67             | 8                 | 104,25                         | 2                              | 12                             | 103,09                         | 4                              | 10                             |
| 11  | 2           | Ricarda Funk      | Germania                   | 97,15             | 2                 | 94,95             | 2                 | 94,95             | 6                 | 97,31                          | 2                              | 1                              | 149,08                         | 50                             | 11                             |
| 12  | 7           | Maialen Chourraut | Spania                     | 101,06            | 0                 | 96,33             | 2                 | 96,33             | 13                | 106,21                         | 0                              | 11                             | 157,67                         | 52                             | 12                             |
| 13  | 11          | Martina Wegman    | Olanda                     | 98,00             | 2                 | 100,61            | 4                 | 98,00             | 16                | 102,38                         | 4                              | 13                             | Nu a avansat în faza următoare | Nu a avansat în faza următoare | Nu a avansat în faza următoare |
| 14  | 19          | Carole Bouzidi    | Algeria                    | 99,41             | 0                 | 99,50             | 0                 | 99,41             | 19                | 106,75                         | 2                              | 14                             | Nu a avansat în faza următoare | Nu a avansat în faza următoare | Nu a avansat în faza următoare |
| 15  | 15          | Evy Leibfarth     | Statele Unite ale Americii | 97,24             | 0                 | 93,84             | 0                 | 93,84             | 4                 | 107,54                         | 2                              | 15                             | Nu a avansat în faza următoare | Nu a avansat în faza următoare | Nu a avansat în faza următoare |
| 16  | 25          | Li Shiting        | China                      | 110,39            | 2                 | 101,63            | 2                 | 101,63            | 20                | 109,04                         | 2                              | 16                             | Nu a avansat în faza următoare | Nu a avansat în faza următoare | Nu a avansat în faza următoare |
| 17  | 20          | Aki Yazawa        | Japonia                    | 106,01            | 4                 | 107,16            | 4                 | 106,01            | 21                | 110,50                         | 4                              | 17                             | Nu a avansat în faza următoare | Nu a avansat în faza următoare | Nu a avansat în faza următoare |
| 18  | 16          | Viktoriia Us      | Ucraina                    | 100,42            | 0                 | 98,65             | 0                 | 98,65             | 18                | 114,76                         | 6                              | 18                             | Nu a avansat în faza următoare | Nu a avansat în faza următoare | Nu a avansat în faza următoare |
| 19  | 18          | Alena Marx        | Elveția                    | 102,13            | 2                 | 98,22             | 0                 | 98,22             | 17                | 119,62                         | 4                              | 19                             | Nu a avansat în faza următoare | Nu a avansat în faza următoare | Nu a avansat în faza următoare |
| 20  | 22          | Lois Betteridge   | Canada                     | 106,45            | 2                 | 106,21            | 2                 | 106,21            | 22                | 119,67                         | 8                              | 20                             | Nu a avansat în faza următoare | Nu a avansat în faza următoare | Nu a avansat în faza următoare |
| 21  | 17          | Antonie Galušková | Cehia                      | 97,31             | 0                 | 94,49             | 0                 | 94,49             | 5                 | 105,66                         | 50                             | 21                             | Nu a avansat în faza următoare | Nu a avansat în faza următoare | Nu a avansat în faza următoare |
| 22  | 12          | Mònica Dòria      | Andorra                    | 95,93             | 0                 | 98,51             | 4                 | 95,93             | 10                | 102,28                         | 54                             | 22                             | Nu a avansat în faza următoare | Nu a avansat în faza următoare | Nu a avansat în faza următoare |
| 23  | 23          | Chang Chu-han     | Taipeiul Chinez            | 109,92            | 2                 | 117,93            | 2                 | 109,92            | 23                | Nu a avansat în faza următoare | Nu a avansat în faza următoare | Nu a avansat în faza următoare | Nu a avansat în faza următoare | Nu a avansat în faza următoare | Nu a avansat în faza următoare |
| 24  | 21          | Madison Corcoran  | Irlanda                    | 159,62            | 54                | 115,93            | 4                 | 115,93            | 24                | Nu a avansat în faza următoare | Nu a avansat în faza următoare | Nu a avansat în faza următoare | Nu a avansat în faza următoare | Nu a avansat în faza următoare | Nu a avansat în faza următoare |
| 25  | 24          | Sofía Reinoso     | Mexic                      | 122,40            | 4                 | 120,93            | 8                 | 120,93            | 25                | Nu a avansat în faza următoare | Nu a avansat în faza următoare | Nu a avansat în faza următoare | Nu a avansat în faza următoare | Nu a avansat în faza următoare | Nu a avansat în faza următoare |